# 2006年飓风海伦
飓风海伦（英語：Hurricane Helene）是2006年大西洋飓风季最强烈的两场飓风之一，也是该季形成的第9场热带风暴和第4场飓风。系统的持续时间很长，属佛得角型飓风，是在北大西洋最东南角形成，行经中大西洋期间达到的最高强度在萨菲尔-辛普森飓风等级中属三级飓风。海伦在热带天气系统阶段始终没有对陆地构成影响，直至转变成温带气旋后才对北不列颠群岛构成非常轻微的影响。

## 气象历史
2006年9月的第2个星期，一股强烈的东风波开始从非洲西海岸涌现，其组织结构从一开始就非常良好，美国国家飓风中心在东风波尚未完全离开海岸时就断定系统会迅速组织成热带低气压。事实也确实如此，系统于9月12日早上成为2006年大西洋飓风季的第八号热带低气压。低气压的规模较为庞大，行经佛得角群岛以南海域时还受到东大西洋的东向风切变、以及北侧撒哈拉空气层的共同影响，导致发展速度相对缓慢。对流的组织也很缓慢，起初几乎没有对流带，气旋的增强过程相应延迟。不过到了9月13日，对流带的层次已更加清晰，系统组织结构得到改善，低气压也在当晚升级成热带风暴并获名“海伦”（Helene）。
风暴接下来向西北偏西方向前进，在东太平洋的温暖洋面上空缓慢强化。9月14日，海伦的增强过程仍然受到撒哈拉空气层的干燥空气阻碍，强度一直在热带风暴的最低标准范围徘徊。。但到了9月15日，随着风切变消失，气旋得以强化。风暴的组织结构有大幅改善，形成层次分明的对流带，结构趋于稳定，强度在当晚已升至略低于飓风标准。9月16日早上，海伦开始发展出模糊的风眼，风暴达到飓风强度。接下来干燥空气虽然有所减退，但由于有中等强度风切变存在，因此气旋在一级飓风强度下保持了一段时间。当晚，风暴又恢复缓慢增强趋势。

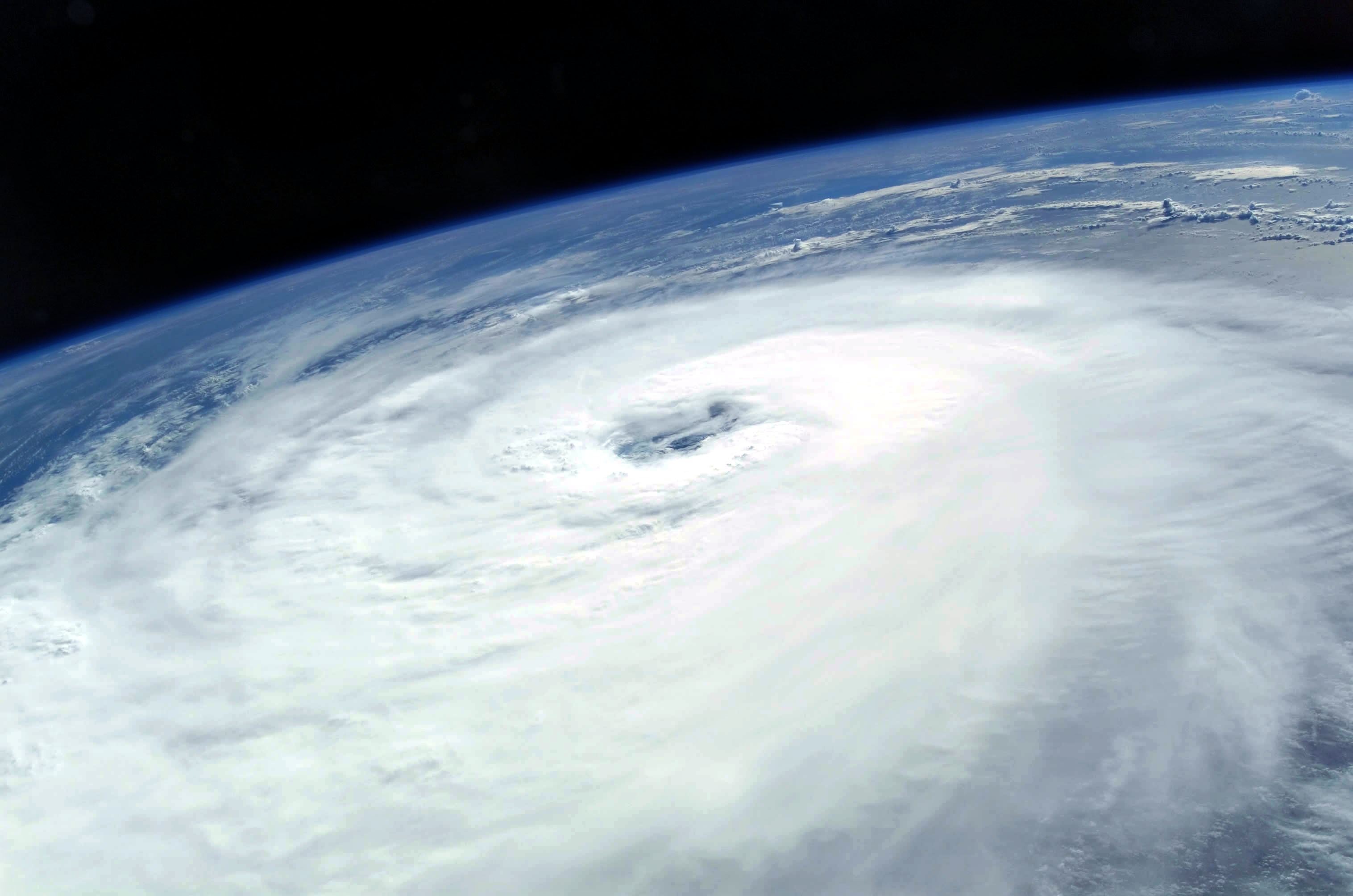
9月17日，亚特兰提斯号航天飞机拍下飓风海伦的照片

9月17日，飓风的强化速度有所提高，海伦于这天早上达到二级飓风标准，其风眼变得更加清晰，周围有深层对流环绕。风暴在中大西洋的前进速度有所放缓，方向略朝北面偏移，这主要是因为北面飓风戈登产生的副热带高压脊存在薄弱环节，气旋的这一转向也令海伦不会对任何陆地构成威胁。风暴在9月17日下午继续增强，于当晚达到风速每小时185公里，最低中心气压962毫巴（百帕）强度，成为大型飓风。由于风切变一直很少，海面温度也持续偏高，海伦又有小幅强化，于9月18日清晨达到风力时速195公里的最高强度。飓风海伦和戈登这时基本上在同一经度的开放海域。美国国家飓风中心在当时的实际操作中估计海伦的最高强度风速为每小时205公里，但在风暴过后重新进行分析时小幅下调了这一数据。
18日下午，戈登向东移动，由此形成狭窄的高压脊，迫使海伦西进。风眼墙出现一定程度坍塌，海伦小幅减弱成二级飓风，并在此强度下保持了约48小时，再于9月20日因长时间的眼墙置换和云层格局拉长而继续减弱。。海伦还在这天回转向西北方向移动，因风切变略有增长而小幅弱化。23日下午，风暴降至一级飓风强度，之后一直保持这一强度直至转变成温带气旋。

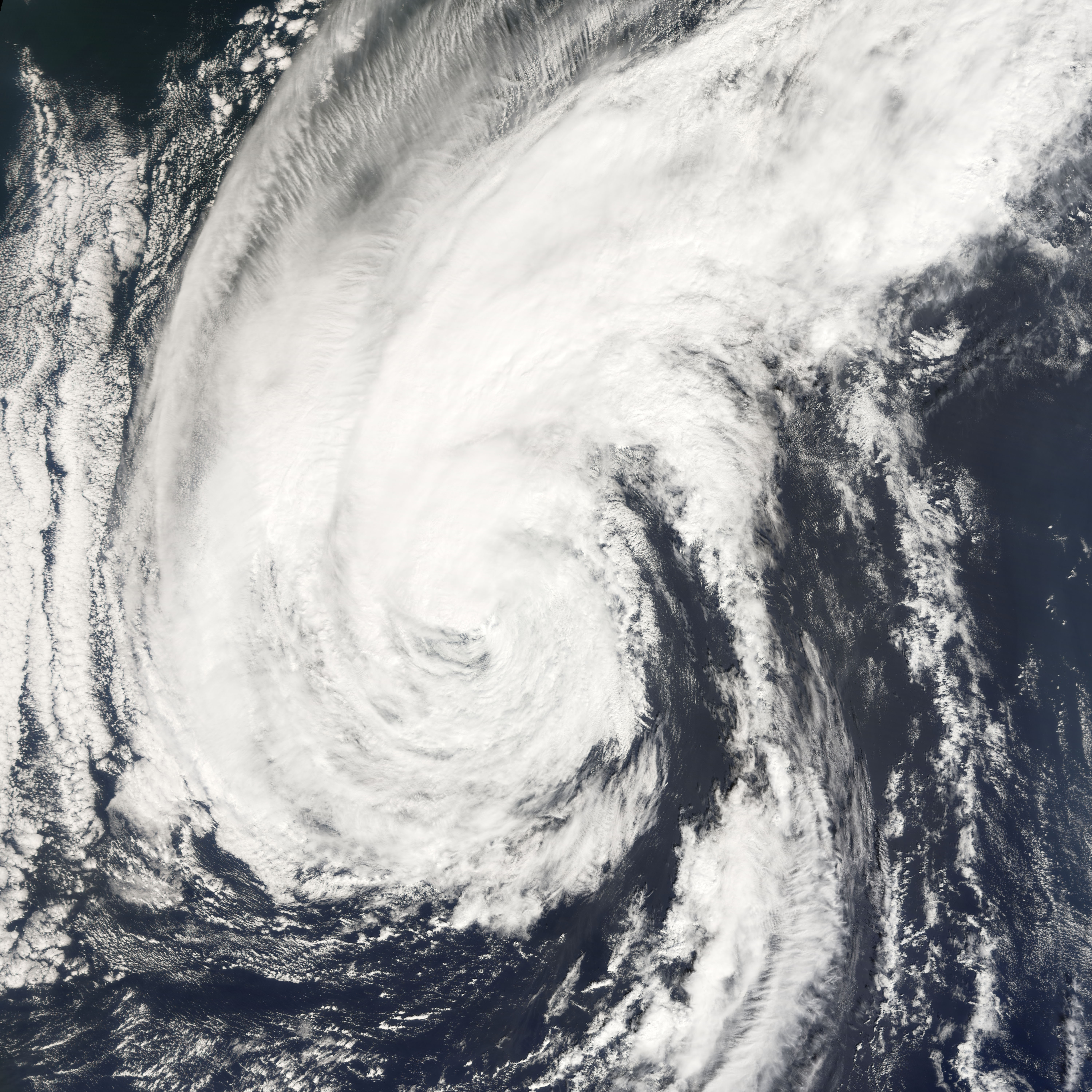
9月22日飓风海伦的卫星图像

9月21日清晨，气旋在沿副热带高压脊西北边缘前进期间转向北上，并在这天基本保持向该方向移动，深夜，继续沿百慕大以东副热带高压脊边缘移动的海伦略朝东北转向。由于风切变减少，水温相对较高（有约27°C），风暴强度得以保持稳定，仍然满足一级飓风标准。气旋风速一度保持在每小时130公里，再于9月22日晚出现小幅强化，不过飓风同时也在逐渐失去热带天气系统特征，美国国家飓风中心在实际操作中这时还短暂将在北大西洋加速向东北方向移动的海伦降级成热带风暴。9月23日清晨，气象机构经分析（意为快速散射计）卫星提供的数据后确认气旋风速尚有每小时145公里，属一级飓风的较高标准。
23日下午，海伦已成为包含热带和温带天气系统共同特征的“混合”风暴，拥有深层暖芯的同时，也有着类似锋面天气系统的非对称外型特点。此后，气旋因风切变增多而再度减弱，但即使是在9月24日早上完全转变成温带气旋时，其风速仍然达到飓风强度。温带风暴在向东移动期间减弱，于9月27日在爱尔兰岛变成烈风中心，最终于这天晚上在不列颠群岛最北侧附近洋面同更大规模的温带低气压合并。

## 影响
海伦作为热带天气系统期间始终没有接近过陆地，不过海上有3般船接触到风暴的外围雨带，报告的最大持续风速是9月23日在北大西洋测得的每小时91公里。飓风虽然远离陆地，但还是令百慕大海况恶劣。转变成温带天气系统后，气旋虽在逐渐减弱，但爱尔兰岛和北苏格兰还是出现强烈阵风。海伦在爱尔兰产生的最高阵风时速纪录来自瓦伦蒂娜天文台，有91公里。苏格兰的最强阵风则出现在外赫布里底群岛的南尤伊斯特岛，达到118公里。总体而言，这场风暴没有造成仍然人员伤亡和财产损失。